# Telatycze
Telatycze – kolonia kolonii Anusin w Polsce, położona w województwie podlaskim, w powiecie siemiatyckim, w gminie Nurzec-Stacja, w sołectwie Werpol.

## Opis
Wieś założona w XV wieku w dobrach królewskich. W 1502 majątek podzielono pomiędzy dworzanina królewskiego Lewszę i szlachcica Bykowskiego. Gniazdo rodzinne bojarów Telatyckich, herbu Belina.

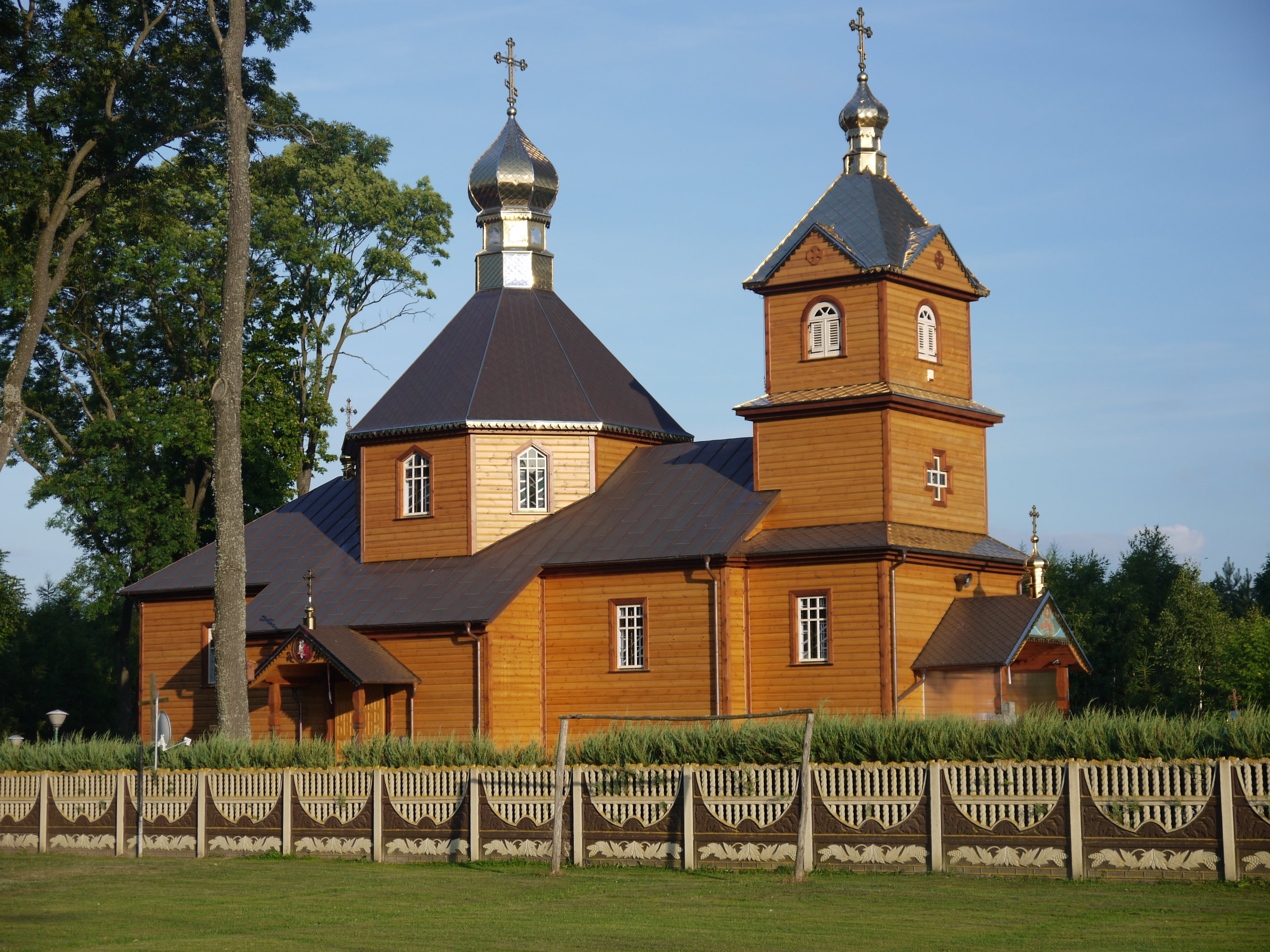
Cerkiew parafii telatyckiej (w Anusinie) po remoncie

Wieś magnacka położona była w końcu XVIII wieku w hrabstwie wysockim w powiecie brzeskolitewskim województwa brzeskolitewskiego.
W latach 1975–1998 kolonia administracyjnie należała do województwa białostockiego.
Telatycze są siedzibą parafii prawosławnej pod wezwaniem Świętych Kosmy i Damiana. Natomiast wierni kościoła rzymskokatolickiego należą do parafii Podwyższenia Krzyża Świętego w Tokarach.
Na granicy z Werpolem, na cmentarzu prawosławnym, znajduje się zbudowana w 1938 cerkiew pod wezwaniem Ścięcia Głowy św. Jana Chrzciciela. Cerkiew parafialna znajduje się w pobliskim Anusinie.